# Armando Garzón
Armando Garzón (Santiago de Cuba, 1948) es un cantante de bolero de origen cubano, uno de los más prominentes en la actualidad del estilo clásico de bolero. Tuvo sus inicios en el coro del Orfeón de Santiago. Es conocido por interpretar baladas populares latinoamericanas como «Quiéreme Mucho», «Dos Gardenias», «Escándalo» o «Chan Chan». Garzón suele acompañar su voz con la instrumentación de la banda acústica Quinteto Oriente; guitarras, bongó, maracas, timbal, coro...
Garzón proviene de una familia de cantantes, particularmente su abuela y su tía abuela. Estudió en la Universidad de Oriente.
El bolero es el género musical que más interpreta, aunque Garzón también canta vieja trova, son cubano y danzón.
En 2004 inició un proyecto musical que tenía como fin recitar textos de la literatura española del Siglo de Oro y mezclarlos con su pasión, el bolero. Sobre esto dijo: «Uno se pone a leer la poesía del Siglo de Oro español y se da cuenta de que de ahí es de donde viene la letra de los boleros. Se vería, evidentemente, por qué escojo en mi repertorio determinada letra».

## Estilo
Garzón es uno de los cantantes del bolero más puro. Su voz ha sido calificada de «suave», «tierna», «como el terciopelo». A pesar de su estilo clásico y formal, Garzón canta cada canción con gran sensibilidad, siempre acompañado del ritmo tropical y sencillo del Quinteto Oriente.